# 周友良
周友良（1940年—），辽宁兴城人，中国人民解放军将领、中国人民解放军中将。 
1995年，授予中国人民解放军中将，曾任总后勤部副部长。 